# Alan symphony 2010
『alan 2nd concert「alan symphony 2010」』（アラン セカンド コンサート アラン シンフォニー 2010）は、チベット族中国人女性歌手alanの日本における2ndコンサート。

## コンサートツアー開催地
1. 2010年7月16日 - NHK大阪ホール
2. 2010年7月23日 - Bunkamuraオーチャードホール
3. 2010年7月24日 - Bunkamuraオーチャードホール

## 歌唱曲
1. ひとつ
2. 久遠の河
3. BALLAD〜名もなき恋のうた〜
4. 白い翼
5. 月がわたし
6. 東京未明
7. ココニイル
8. 我的月光
9. いい日旅立ち
10. 青藏高原
11. My Heart Will Go On
11と12の間に衣装替えの間に間奏でTogether、歌唱無し。
12. 明日への讃歌
13. my life
14. 風に向かう花
15. 恵みの雨
16番以降はアンコールにて歌唱。この間に2回目の衣装替え。
16. 群青の谷
17. Diamond
18. Swear
19. 名もなき種 - alan作曲による新曲
20. 懐かしい未来〜longing future〜